# Prospekt Vernadskogo (district)
Pour les articles homonymes, voir Prospekt Vernadskogo (homonymie).
Prospekt Vernadskogo (муниципальный округ Проспект Вернадского) est un district municipal de Moscou situé dans le district administratif ouest de la ville. Il porte le nom du minéralogiste et chimiste Vladimir Vernadski.
Le territoire du district est situé entre les rivières Ramenka et Samorodinka, dans la région nord-ouest. Sur la rive droite de la rivière Samorodinka, se trouvait le village de Nikolskoïe.
Il est inclus dans le territoire de la ville de Moscou en août 1960 et fut, par la suite, l'objet d'une urbanisation importante. 
Entre 1997 et 1998, on y construit le village olympique pour accueillir les athlètes des premiers Jeux mondiaux de la jeunesse, qui se sont tenus à Moscou en 1998.

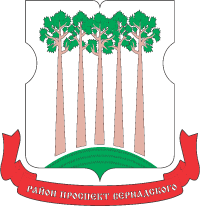
Armes du district
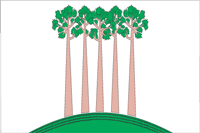
Drapeau du district